# 2016 في إثيوبيا
فيما يلي قائمة بالأحداث التي وقعت خلال عام 2016 في  إثيوبيا.

## في السلطة
- الرئيس: مولاتو تيشومي
- رئيس الوزراء هايلي مريام ديسالين

## أحداث

### أبريل
- 6 أبريل - هطلت الأمطار الموسمية في وقت مبكر على البلاد، مما تسبب في فيضانات وخلفت 28 قتيلا على الأقل.[1]
- 16 أبريل - تزعم إثيوبيا أن رجالا من جنوب السودان قتلوا ما لا يقل عن 140 شخصا عبر الحدود.[2]

### يونيه
- 13 يونيو - اختلفت إثيوبيا وإريتريا حول من تسبب في اشتباك حدودي أخير بين البلدين.[3]

### أغسطس
- 5 أغسطس - اندلعت الاحتجاجات الطلابية في أديس أبابا وانتشرت بسرعة في جميع أنحاء البلاد.
- 8 أغسطس - قتل أكثر من 50 متظاهرا على أيدي قوات الأمن خلال الأيام القليلة الماضية. كما يتم تقييد الوصول إلى الإنترنت والصحفيين من قبل الحكومة.[4]

### سبتمبر
- 5 سبتمبر - قتل 23 سجينا في حريق وتدافع في سجن كاليتي بالقرب من العاصمة أديس أبابا خلال محاولة الهروب من السجن.[5]

### أكتوبر
- 2 أكتوبر - زُعم أن الشرطة تهاجم متظاهري أورومو في مهرجان ديني في بيشوفتو، مما تسبب في تدافع أسفر عن مقتل 52 شخصًا.[6]
- 5 أكتوبر - افتتاح خط السكة الحديد مع جيبوتي.[7] ومع ذلك، قتلت امرأة أمريكية خلال الاحتجاجات.[8]
- 9 أكتوبر - إعلان حالة الطوارئ بعد شهور من الاحتجاجات ضد الحكومة.[9]
- 10 أكتوبر - إثيوبيا تلقي باللوم على مصر وإريتريا في الاضطرابات الأخيرة في البلاد.[10]
- 20 أكتوبر - وزير في الحكومة يكشف عن اعتقال أكثر من 1600 شخص في أعقاب حالة الطوارئ.[11]

### نوفمبر
- 24 نوفمبر - 20 طيارا محتجزين في منطقة جامبيلا الإثيوبية بعد وصولهم «بشكل غير قانوني» من السودان.[12]

### ديسمبر
- 1 ديسمبر - بعد عودتها من رحلة إلى أوروبا، تم اعتقال زعيمة المعارضة ميريرا جودينا بتهمة انتهاك حالة الطوارئ.[13]